# تقلب طول النهار
طول النهار، والذي زاد على مدى تاريخ الأرض الطويل بسبب تأثيرات المد والجزر، يخضع أيضاً لتقلباتٍ على مدى أقصر من الزمن. كشفت القياسات الدقيقة باستخدام الساعات الذرية ومدى الليزر الساتلي أن طول اليوم يخضع لعددٍ من التغييرات المختلفة. هذه الاختلافات الدقيقة لها فترات تتراوح من بضعة أسابيع إلى بضعة سنوات. وتعزى إلى التفاعلات بين الغلاف الجوي المتغير والأرض نفسها.